# Чемпионат России по спортивной гимнастике 2018 — отдельные виды (женщины)
Соревнования по отдельным видам среди женщин на чемпионате России по спортивной гимнастике 2018 года прошли 22 апреля.
Спортсмены квалифицировались в финальный этап по результатам выступления в командных соревнованиях.

## Призеры
| Дисциплина          | Золото              | Серебро             | Бронза          |
| Опорный прыжок      | Трыкина Виктория    | Мельникова Ангелина | Набиева Татьяна |
| Разновысокие брусья | Мельникова Ангелина | Алексеева Ирина     | Комова Виктория |
| Бревно              | Мельникова Ангелина | Камкова Ксения      | Федорова Полина |
| Вольные упражнения  | Мельникова Ангелина | Симакова Ангелина   | Алексеева Ирина |

## Результаты соревнований

### Опорный прыжок
| Место | Спортсмен           | Оценка        | Оценка        | Итог   |
| ----- | ------------------- | ------------- | ------------- | ------ |
| 1     | Трыкина Виктория    | 14,300        | 14,100        | 14,200 |
| 2     | Мельникова Ангелина | 14,466        | 13,633        | 14,049 |
| 3     | Набиева Татьяна     | 14,366        | 13,633        | 13,999 |
| 4     | Афанасьева Элеонора | 14,200        | 13,733        | 13,966 |
| 5     | Симакова Ангелина   | 14,23         | 13,400        | 13,816 |
| 6     | Бирюля Юлия         | 13,400        | 13,133        | 13,266 |
| 7     | Тутхалян Седа       | 13,000        | 13,100        | 13,050 |
| 8     | Камкова Ксения      | 12,733        | 12,633        | 12,683 |
| Место | Спортсмен           | Первый прыжок | Второй прыжок | Итог   |

### Разновысокие брусья
| Место | Спортсмен           | Федеральный округ | Оценка |
| ----- | ------------------- | ----------------- | ------ |
| 1     | Мельникова Ангелина | ЦФО               | 14,266 |
| 2     | Алексеева Ирина     | -                 | 14,066 |
| 3     | Комова Виктория     | ЦФО/ Москва       | 13,633 |
| 4     | Симакова Ангелина   | Москва            | 13,500 |
| 5     | Горбатова Виктория  | Москва            | 12,633 |
| 6     | Мустафина Алия      | Москва/ ПФО       | 12,233 |
| 7     | Ильянкова Анастасия | СФО               | 11,433 |
| 8     | Перебиносова Ульяна | Москва            | 10,966 |

### Вольные упражнения
| Место | Спортсмен           | Федеральный округ | Оценка |
| ----- | ------------------- | ----------------- | ------ |
| 1     | Мельникова Ангелина | ЦФО               | 14,500 |
| 2     | Симакова Ангелина   | Москва            | 13,466 |
| 3     | Алексеева Ирина     | -                 | 13,333 |
| 4     | Елизарова Дарья     | ЦФО               | 13,166 |
| 5     | Перебиносова Ульяна | Москва            | 12,966 |
| 6     | Горбатова Виктория  | Москва            | 12,766 |
| 7     | Трыкина Виктория    | Москва            | 12,366 |
| 8     | Камкова Ксения      | УФО               | 12,100 |

### Бревно
| Место | Спортсмен           | Федеральный округ | Оценка |
| ----- | ------------------- | ----------------- | ------ |
| 1     | Мельникова Ангелина | ЦФО               | 13,466 |
| 2     | Камкова Ксения      | УФО               | 13,233 |
| 3     | Федорова Полина     | ПФО               | 12,866 |
| 4     | Мустафина Алия      | Москва/ ПФО       | 12,866 |
| 5     | Елизарова Дарья     | ЦФО               | 12,466 |
| 6     | Комова Виктория     | ЦФО/ Москва       | 12,433 |
| 7     | Ильянкова Анастасия | СФО               | 12,200 |
| 8     | Харенкова Мария     | ЮФО               | 11,300 |